# Franz von Bourscheidt
Franz Freiherr von Bourscheidt (* 22. April 1860 auf Haus Rath; † 7. Dezember 1941 ebenda) war ein deutscher Rittergutsbesitzer, preußischer Kreisdeputierter, Ehrenbürgermeister und Landrat.

## Leben
Franz von Bourscheidt entstammte dem Adelsgeschlecht Bourscheid und war der Sohn eines Standesherrn. Der unverheiratet gebliebene Bourscheidt war Besitzer des Rittergutes Rath, Kreisdeputierter und Ehrenbürgermeister von Arnoldsweiler. 1913 wurde er als Mitglied des Herrenhauses auf Lebenszeit berufen. Zwischen dem 18. Januar 1923 und dem 1. Dezember 1923 war er auftragsweise Landrat des Kreises Düren. Während der unerwartet längeren Vertretungszeit als Landrat verwies er selbst auf seine unzureichende Kraft und geringen Kenntnisse: „Ich muss befürchten, daß eine Menge Vorlagen unerledigt bleiben und Verfügungen falsch oder aber unvollständig erledigt werden.“:211